# Fort Knox
Fort Knox è una area militare nello Stato del Kentucky (USA), 40 km a sud-ovest di Louisville, sulla sponda sinistra del fiume Ohio. Il clima di tipo continentale è piuttosto mite con piogge periodiche e abbondanti.

## Descrizione
Il nome della località è un omaggio al generale statunitense Henry Knox (1750-1806), primo ministro della guerra degli Stati Uniti. Per sessant'anni Fort Knox è stato la sede dei centri principali per i mezzi corazzati e la guerra corazzata dello United States Army: lo U.S. Army Armor Center e lo U.S. Army Armor School; questi centri sono stati trasferiti a Fort Benning in Georgia. La storia delle forze corazzate e di cavalleria degli Stati Uniti possono essere conosciute nel General George Patton Museum stabilito nell'area di Fort Knox.
Fort Knox è inoltre molto noto perché nella sua area si trova lo United States Bullion Depository, i depositi delle riserve monetarie e delle riserve auree degli Stati Uniti d'America. Con circa 4578 tonnellate di lingotti d’oro, il valore stimato dell’oro qui custodito è pari a circa 234,43 miliardi di dollari (quotazione di gennaio 2022).
È famoso anche per essere stato una location del film Agente 007 - Missione Goldfinger.